# 布魯克豪斯學院
布魯克豪斯學院（英語：Brooke House College），成立於1960年，是英國的私立寄宿學院，專門為希望進入英國一流大學的國際學生提供教學，同時享有英國私立延續和高等教育認證委員會的認可，並且是私立延續教育聯合會的成員。

## 概况
布魯克豪斯學院成立於1967年，位於英格蘭中部馬基特哈伯勒中心，採取小班教學制，提供中三至中七課程及三類大學基礎班，包括商業、機械、藝術及建築三個範疇，讓完成高中課程的學生入讀。並根據學生的成績和專長，全程指導和協助他們申請其他知名大學。

## 足球學院
布魯克豪斯足球學院招收14至19歲的學生進行足球學習，由擁有歐洲足協教練執照的專業教練執教，足球訓練安排於星期一至五上午進行，下午則進行英國中學教育課程的學習，同時學校的球隊會參加英格蘭學院聯賽，也會安排與職業球會青年軍進行友賽。

### 「夢想成真」計劃
2009年，布魯克豪斯足球學院華南地區總監兼舊生蕭智聰，與校方合作於香港創辦「夢想成真」計劃，讓每年有1名足球潛質和學習能力不俗的香港學生，提供逾百萬港元獎學金升讀布魯克豪斯學院，希望他們能赴海外升學同時發展足球事業，但是現時已經停辦。

### 「Road To Big Dream」計劃
2018年4月22日，布魯克豪斯足球學院與港超聯球會夢想FC就合作計劃「Road To Big Dream」進行簽約儀式，讓更多香港青少年同時兼顧讀書同足球夢想。

## 外部連結
- Brooke House College
- Brooke House College Football Academy